# Quesería
Quesería är en ort i Mexiko.   Den ligger i kommunen Cuauhtémoc och delstaten Colima, i den södra delen av landet, 500 km väster om huvudstaden Mexico City. Quesería ligger 1 255 meter över havet och antalet invånare är 8 959.
Terrängen runt Quesería är lite bergig. Runt Quesería är det ganska tätbefolkat, med 58 invånare per kvadratkilometer. Närmaste större samhälle är Cuauhtémoc, 7,2 km söder om Quesería. Trakten runt Quesería består till största delen av jordbruksmark.